# اتصالات الطيران

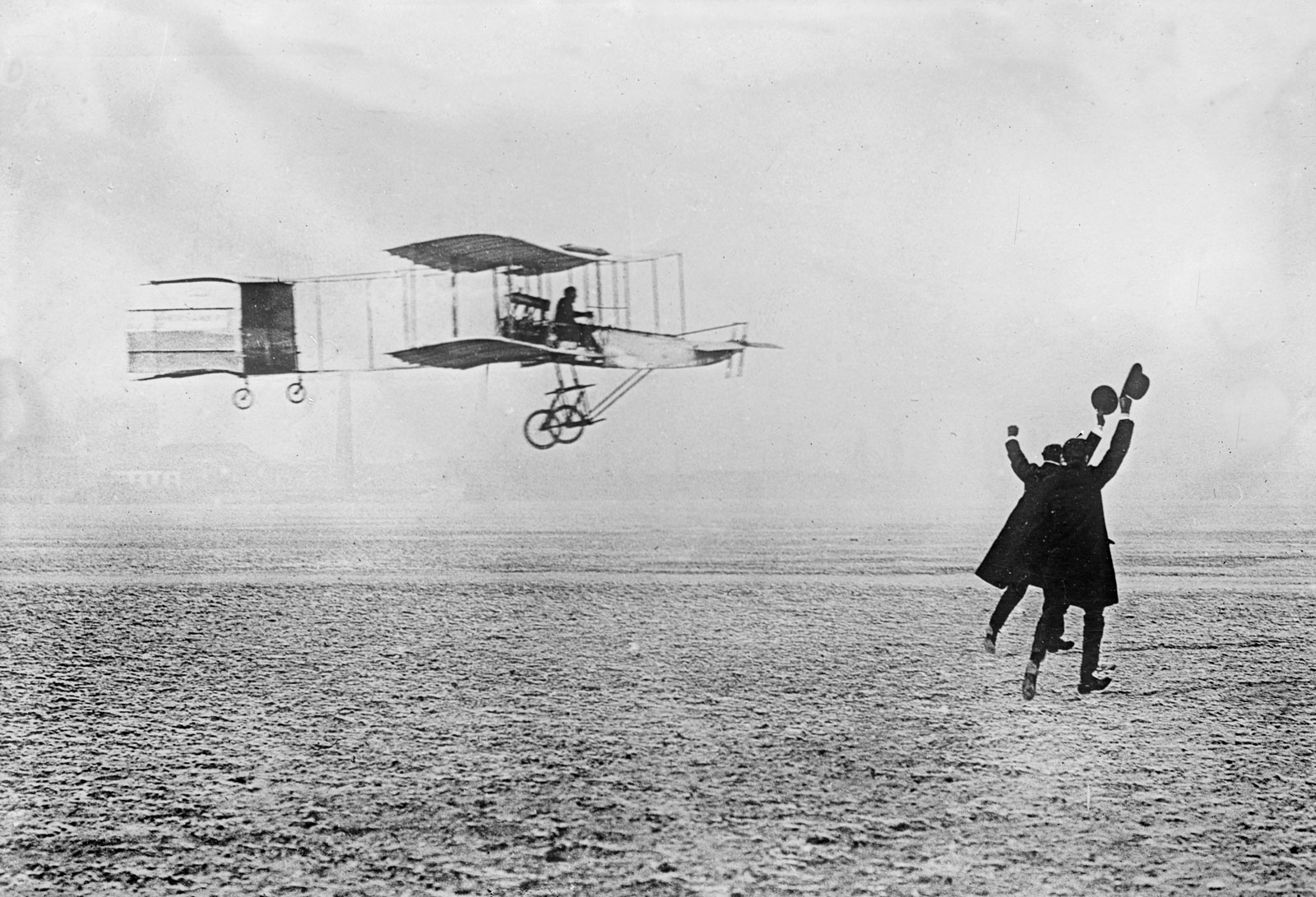

تشير الاتصالات الطيران إلى التحدّث بين طائرتين أو أكثر. تُصنَع الطائرات بطريقة تجعل من الصعب للغاية رؤية ما هو أمامها مباشرةً. نظرًا لأن السلامة هي التركيز الأساسي في الطيران، فإن طرق الاتصال مثل الراديو اللاسلكي هي وسيلة فعالة للطائرات للتواصل مع الموظفين الضروريين. صناعة الطائرات هي صناعة دولية، ونتيجةً لذلك، تنطوي على لغات متعددة. ومع ذلك، كما ترى منظمة الطيران المدني الدولي (إيكاو)، فإن اللغة الإنجليزية هي اللغة الرسمية للطيران. تعتبر هذه الصناعة أن بعض الطيارين قد لا يكونون متحدثين للغة الإنجليزية بطلاقة، ونتيجةً لذلك فإن الطيارين ملزمون بالمشاركة في اختبار إجادة اللغة الإنجليزية.

## خلفية
الاتصالات الطيران هي الوسيلة التي تتصل بها أطقم الطائرات مع الطائرات والأشخاص الآخرين على الأرض لنقل المعلومات. تُعد الاتصالات الطيران عنصرًا أساسيًا يتعلق بأداء حركة الطائرات بنجاح على الأرض وفي الجو. تقلل زيادة الاتصال (تبادل المعلومات) من خطر وقوع حادث.
خلال المراحل الأولى من الملاحة الجويّة، كان من المفترض أن السماء كبيرة وفارغة لدرجة أنه كان من المستحيل أن تصطدم طائرتان. ومع ذلك، في عام 1956 تحطمت طائرتان شهيرتان فوق غراند كانيون (الأخدود العظيم)، ما أدّى إلى إنشاء إدارة الطيران الفيدرالية. كان الطيران صاخبًا خلال عصر النفاث ونتيجةً لذلك، تحتاج تقنيات الاتصالات إلى التطوير. كان يُنظر إلى ذلك في البداية على أنه مهمة صعبة للغاية: تستخدم أدوات التحكم الأرضية الوسائل البصرية لتوفير إشارات للطيارين في الهواء. مع ظهور الأجهزة اللاسلكية (الراديوية) المحمولة -الصغيرة بما يكفي لوضعها في الطائرات- تمكن الطيارون من التواصل مع الناس على الأرض. مع التطورات اللاحقة، كان الطيارون قادرين على التحدث من الجو إلى الأرض ومن الجو إلى الجو. اليوم، تعتمد الاتصالات الطيران اعتمادًا كبيرًا على استخدام العديد من الأنظمة. تُجهَّز الطائرات بأحدث أنظمة الراديو ونظام تحديد المواقع (جي بّي إس)، وإمكانيات الإنترنت والفيديو.
اللغة الإنجليزية هي اللغة الرئيسة المستخدمة في صناعة الطائرات. يُنظَّم استخدامُ اللغة الإنجليزية للطيران من خلال منظمة الطيران المدني الدولي (إيكاو).

## الأنظمة السابقة

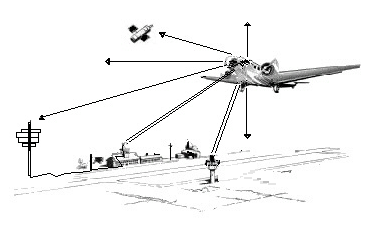
الملاحة الجوية

كان يُنظر إلى الطيران على أنه مفهوم أجنبي حتى أكمل الأخوان رايت بنجاح أول رحلة بشرية في العالم في عام 1903. ونمت الصناعة سريعًا واعتمدت الطواقم البريَّة في البداية على المجاذيف الملونة والإشارة المضيئة وإشارات اليد وغيرها من الوسائل المرئية للتواصل مع الطائرات القادمة والصادرة. على الرغم من أن هذه الأساليب كانت فعالة بالنسبة للطواقم البريَّة، لم توفر وسيلة للطيارين لإعادة الاتصال. مع تطور تقنيات التلغراف اللاسلكي جنبًا إلى جنب مع نمو الطيران خلال العقد الأول من القرن العشرين، استُخدمت أنظمة التلغراف اللاسلكي لإرسال رسائل في شفرة مورس، أولاً من الأرض إلى الجو ومن الجو إلى الأرض لاحقًا. بهذه التكنولوجيا، تمكنت الطائرات من إطلاق نيران المدفعية الدقيقة والعمل مراقبين متقدّمين في الحرب.
في عام 1911، أصبح التلغراف اللاسلكي قيد الاستخدام في الحرب العثمانية الإيطالية. في عام 1912، بدأ الفيلق الجوّي الملكي في تجربة «التلغراف اللاسلكي» في الطائرات. كان الملازم بي. تي. جيمس رائداً في مجال الراديو اللاسلكي في الطائرات. في ربيع عام 1913، بدأ جيمس في تجربة أجهزة الراديو في مصنع الطائرات الملكية (بي.إي.2 إيه). تمكن جيمس من زيادة كفاءة الراديو اللاسلكي بنجاح قبل إسقاطه وقتله بنيران مضادة للطائرات في 13 يوليو 1915.
مع ذلك، بقيت أنظمة الاتصالات اللاسلكية في الطائرات تجريبية، إذ ستستغرق سنوات لتطوير نموذج أولي عملي بنجاح. كانت أجهزة الراديو السابقة ثقيلة الوزن وكانت تُعتبر قطعة غير موثوق بها من المعدات؛ بالإضافة إلى ذلك، ما تزال هناك مشكلات كبيرة في استخدام القوات البريَّة للراديو؛ لأن القوات المعارضة استهدفت الإشارات اعترضتها. في بداية الحرب العالمية الأولى، لم تكن الطائرات عادةً مزودة بأجهزة لاسلكية. بدلاً من ذلك، استخدم الجنود لوحات كبيرة لتمييز القوات الصديقة. يمكن أيضًا استخدام هذه اللوحات (الشعارات) كجهاز توجيه لمساعدة الطيارين على العودة إلى المطارات الودّية المألوفة.
في أبريل 1915، كان الكابتن جي. إم. فرنيفال أول شخص يسمع صوتًا من الأرض من الرائد برينس: «إذا سمعتني الآن، فستكون هذه هي المرة الأولى التي يوصَل فيها خطاب لطائرة أثناء الطيران».
في يونيو 1915، تم أول انتقال صوتي جو-أرض في العالم في بروكلاندز، إنجلترا على بعد حوالي 20 ميلًا. في البداية اتُّصل من الأرض إلى الجو بواسطة شفرة مورس، ولكن يُعتقد أن الاتصالات الصوتية ثنائية الاتجاه كانت متوفرة ومركبة بحلول يوليو 1915. في أوائل عام 1916، بدأت شركة ماركوني (إنجلترا) في إنتاج أجهزة الإرسال/الاستقبال اللاسلكي من الجو إلى الأرض، واستُخدمت في الحرب على فرنسا.
في عام 1917، اخترعت شركة (إيه تي آند تي) أول جهاز إرسال لاسلكي أمريكي من الجو إلى الأرض. اختبروا هذا الجهاز في حقل لانغلي في فرجينيا ووجدوا أنها تقنية قابلة للاستمرار. في مايو 1917، اتصل الجنرال جورج سكوير من فيلق سلاح الإشارة الأمريكي بشركة (إيه تي آند تي) لتطوير جهاز راديو لاسلكي من الأرض إلى الجو على مسافة 2000 متر. بحلول 4 يوليو من نفس العام، أنجز تِقنيُّو شركة (إيه تي آند تي) اتصالات ثنائية الاتجاه بين الطيارين والموظفين الأرضيين، ما سمح للعاملين على الأرض بالتواصل مباشرةً مع الطيارين باستخدام أصواتهم بدلاً من شفرة مورس. على الرغم من أن القليل من هذه الأجهزة قد استُخدمت في الحرب، أثبتت أنها تقنية قابلة للتطبيق وقيمة تستحق التحسين والتقدّم.

## ما بين الحربين
بعد الحرب العالمية الأولى طوّرَت تقنية جديدة لزيادة نطاق أجهزة الراديو المستخدمة للتواصل مع الطائرات في الجّو وأدائها. في ديسمبر 1919 بعد عام من انتهاء الحرب العالمية الأولى، أصدر هيو ترينشارد -نبيل ترينشارد الأول، وهو ضابط كبير في الفيلق الجوّي الملكي لاحقًا في سلاح الجو الملكي- تقريرًا عن التنظيم الدائم وإدارة سلاح الجو الملكي البريطاني في وقت السّلم، الذي جادل فيه بأنه إذا ما أراد ضابط القوات الجوية أن يكون سائقاً، ولا شيء أكثر من ذلك، فإن الملاحة، والأرصاد الجويّة، والتصوير الفوتوغرافي واللاسلكي ضرورية.
لم تكن أجهزة الراديو المحمولة جوًّا حتى عام 1930 موثوقة بما فيه الكفاية وكان لديها ما يكفي من الطاقة لجعلها قابلة للبقاء على المستوى القياسي في جميع الطائرات، وافقت هذا العام منظمة الطيران المدني الدولي على أن جميع الطائرات التي تحمل 10 ركاب أو أكثر ينبغي أن تحمل معدات لاسلكية. قبل ذلك، كانت الطائرات العسكرية فقط المخصصة للمهام الاستكشافية تتطلب أجهزة الراديو. تزايد مسافة تشغيل أجهزة الراديو أبطأ بكثير من زيادة المسافة المقطوعة للطائرات المؤهلة للسفر. وبعد أن اختُبر نطاق أصلي يبلغ عرضه ميلين لأنظمة الراديو ثنائية الاتجاه بحلول عام 1917، امتد إلى نطاقات يبلغ متوسطها 20 ميلًا كانت ستظل هي الحد العملي طوال العقد التالي للطائرات المتوسطة الحجم. فيما يتعلق بمراقبة الحركة الجويّة، فقد أدى ذلك إلى إرسال رسائل طائرات من المطار إلى المطار للوصول إلى المستلم المقصود. مع زيادة سرعة الطائرات، أدى ذلك إلى وصول طائرة إلى وجهتها قبل وصول الرسالة التي كانت في طريقها إلى المطار.
في 15 نوفمبر 1938، أُسّس نظام اتصالات خطوط الجيش الجويّة (إيه إيه سي إس)، وكان هذا النظام نظام اتصالات من نقطة إلى نقطة يستخدمه سلاح الجو في الجيش. سمحت لمجالات الجيش الجويّة بالبقاء على اتصال بالطائرات طوال الرحلة. ويمكن أن تُستخدم أيضًا لنشر تقارير الطقس والأوامر على الطائرات العسكرية وتكون بمثابة مراقبة حركة جويّة للقادمين والمغادرين في المطارات العسكرية. مع زيادة التكنولوجيا، توسعت الأنظمة مثل (إيه إيه سي إس) وانتشرت في جميع أنحاء العالم حيث طورت الجيوش والخدمات المدنية الأخرى نظام التحكم الجوّي الخاص بها.